# FIBA European Champions Cup 1973-1974
La Coppa dei Campioni 1973-1974 di pallacanestro maschile venne vinta dal Real Madrid.
Hanno preso parte alla competizione 26 squadre. Dopo due turni iniziali ad eliminazione diretta con gare di andate e ritorno (e somma dei punti), è stata organizzata una fase a gruppi valevole per la qualificazioni alle semifinali; queste ultime sono state giocate con gare di andata e ritorno. La finale è stata organizzata a Nantes.

## Risultati

### Primo turno
Le gare di primo turno sono state giocate l'8 ed il 15 novembre 1973.
| Team #1                   | Agg.      | Team #2               | Andata | Ritorno |
| ------------------------- | --------- | --------------------- | ------ | ------- |
| USC Heidelberg            | 152 - 148 | SC Lourenco Marques   | 85-65  | 67-79   |
| Fribourg Olympic          | 175 - 205 | Real Madrid           | 74-100 | 71-105  |
| Csepel                    | 129 - 135 | Partizani Tirana      | 58-57  | 71-78   |
| Union Vienna              | [ 1 ]     | Gezira SC             | -      | -       |
| Levi's Flamingo's Haarlem | 255 - 144 | Boroughmuir Edinburgh | 129-74 | 126-70  |
| Solna IF                  | 176 - 133 | Epping Avenue Leyton  | 103-64 | 73-69   |
| Radnički Belgrado         | 89 - 49   | Amicale Steesel       | 89-49  | -       |
| Academic Sofia            | 284 - 106 | RS Berkane            | 112-53 | 172-53  |
| Turun NMKY                | 152 - 155 | Dukla Olomouc         | 71-61  | 81-94   |
| İTÜ Istanbul              | 137 - 160 | Racing Ford Antwerpse | 64-71  | 73-89   |
| Wybrzeże Danzica          | 157 - 167 | Panathinaikos Atene   | 87-70  | 70-97   |

### Ottavi di finale
Le gare di ottavi di finale sono state giocate il 29 novembre e il 6 dicembre 1973. È automaticamente qualificata ai quarti di finale l'Ignis Varese, campione in carica.
| Team #1                   | Agg.      | Team #2           | Andata | Ritorno |
| ------------------------- | --------- | ----------------- | ------ | ------- |
| USC Heidelberg            | 102 - 214 | Real Madrid       | 54-94  | 48-120  |
| Partizani Tirana          | 140 - 149 | Union Vienna      | 72-71  | 68-78   |
| Levi's Flamingo's Haarlem | 156 - 174 | Maccabi Tel-Aviv  | 85-84  | 71-90   |
| Solna IF                  | 142 - 155 | Radnički Belgrado | 67-78  | 75-77   |
| Academic Sofia            | 163 - 155 | Dukla Olomouc     | 83-65  | 80-90   |
| Racing Ford Antwerpse     | 140 - 132 | Dinamo Bucarest   | 75-65  | 65-67   |
| Panathinaikos Atene       | 156 - 182 | AS Berck          | 99-80  | 57-102  |

### Quarti di finale

#### Gruppo A
|    | Squadra               | G | V | P | PF  | PS  | Dif | P.ti |
| -- | --------------------- | - | - | - | --- | --- | --- | ---- |
| 1. | Ignis Varese          | 3 | 3 | 0 | 538 | 453 | +85 | 6    |
| 2. | AS Berck              | 3 | 2 | 1 | 500 | 484 | +16 | 5    |
| 3. | Maccabi Tel-Aviv      | 3 | 1 | 2 | 493 | 508 | -15 | 4    |
| 4. | Racing Ford Antwerpse | 3 | 0 | 3 | 448 | 534 | -86 | 3    |

#### Gruppo B
|    | Squadra           | G | V | P | PF  | PS  | Dif  | P.ti |
| -- | ----------------- | - | - | - | --- | --- | ---- | ---- |
| 1. | Real Madrid       | 3 | 3 | 0 | 591 | 484 | +107 | 6    |
| 2. | Radnički Belgrado | 3 | 2 | 1 | 542 | 534 | +8   | 5    |
| 3. | Union Vienna      | 3 | 1 | 2 | 487 | 517 | -30  | 4    |
| 4. | Academic Sofia    | 3 | 0 | 3 | 525 | 610 | -85  | 3    |

|  | Qualificate alle semifinali |
|  | Eliminata                   |

### Semifinali
Le semifinali sono state giocate il 14 marzo 1974 (gare di andata) e il 21 marzo 1974 (gare di ritorno).
| Team #1      | Agg.      | Team #2           | Andata | Ritorno |
| ------------ | --------- | ----------------- | ------ | ------- |
| Ignis Varese | 175 - 161 | Radnički Belgrado | 105-78 | 70-83   |
| Real Madrid  | 194 - 148 | AS Berck          | 99-67  | 95-81   |

### Finale
| Team #1      | Agg.    | Team #2     |
| ------------ | ------- | ----------- |
| Ignis Varese | 82 - 84 | Real Madrid |

| Coppa dei Campioni 1973-1974 |
| ---------------------------- |
| Real Madrid 5º titolo        |

## Formazione vincitrice
| N° | Naz.                   | Ruolo | Sportivo              |  | Alt. |  |
| -- | ---------------------- | ----- | --------------------- |  | ---- |  |
| 4  | Spagna (bandiera)      | AP    | Wayne Brabender       |  |      |  |
| 5  | Spagna (bandiera)      | P     | Vicente Ramos         |  |      |  |
| 6  | Spagna (bandiera)      | C     | Cristóbal Rodríguez   |  |      |  |
| 7  | Spagna (bandiera)      | P     | Carmelo Cabrera       |  |      |  |
| 8  | Spagna (bandiera)      | A     | Vicente Paniagua      |  |      |  |
| 9  | Spagna (bandiera)      | C     | Luis María Prada      |  |      |  |
| 10 | Stati Uniti (bandiera) | AP    | Walt Szczerbiak       |  |      |  |
| 11 | Spagna (bandiera)      | P     | Juan Antonio Corbalán |  |      |  |
| 12 | Spagna (bandiera)      | C     | Rafael Rullán         |  |      |  |
| 13 | Spagna (bandiera)      | C     | Clifford Luyk         |  |      |  |
|    | Spagna (bandiera)      | All.  | Pedro Ferrándiz       |  |      |  |